# Дани Симпсън
Даниел Питър „Дани“ Симпсън (цяло име Daniel Peter "Danny" Simpson) е бивш английски футболист, който играе като десен бек.